# Their Greatest Hits 1971–1975
Their Greatest Hits 1971–1975 – pierwszy album  kompilacyjny country rockowej grupy Eagles, wydany w 1976 roku, będący zestawem największych przebojów zespołu z lat 1971–1975. Płytę wydała wytwórnia płytowa Asylum Records pod numerem katalogowym 7E-1052. Według danych z listopada 2012 roku wielkość jego sprzedaży w samych tylko Stanach Zjednoczonych wynosiła ponad 29 mln egzemplarzy i wraz z Thrillerem Michaela Jacksona jest najlepiej sprzedającym się albumem w historii. Razem z 13 mln kopii sprzedanych poza granicami USA daje to rezultat ponad 42 mln egzemplarzy. Żaden album kompilacyjny innego wykonawcy nie pobił dotąd tego rezultatu.

## Lista utworów
| A1. | „Take It Easy „                                                                            | 3.29  |
|     | (Clyde Jackson Browne, Glen Frey) śpiew – Glen Frey album – Eagles                         |       |
| A2. | „Witchy Woman”                                                                             | 4.10  |
|     | (Don Henley, Bernie Leadon) śpiew – Don Henley album – Eagles                              |       |
| A3. | „Lyin' Eyes”                                                                               | 6.21  |
|     | (Don Henley, Glenn Frey) śpiew – Glenn Frey album – One of These Nights                    |       |
| A4. | „Already Gone”                                                                             | 4.13  |
|     | (Jack Tempchin, Robb Strandlund) śpiew – Glenn Frey album – On the Border                  |       |
| A5. | „Desperado”                                                                                | 3.33  |
|     | (Don Henley, Glenn Frey) śpiew – Don Henley album – Desperado                              |       |
| B1. | „One Of These Nights”                                                                      | 4.51  |
|     | (Don Henley, Glenn Frey) śpiew – Don Henley album – One of These Nights                    |       |
| B2. | „Tequila Sunrise”                                                                          | 2.52  |
|     | (Don Henley, Glenn Frey) śpiew – Glenn Frey album – Desperado                              |       |
| B3. | „Take It To The Limit”                                                                     | 4.48  |
|     | (Randy Meisner , Don Henley, Glenn Frey) śpiew – Randy Meisner album – One of These Nights |       |
| B4. | „Peaceful, Easy Feeling”                                                                   | 4.16  |
|     | (Jack Tempchin) śpiew – Glenn Frey album – Eagles                                          |       |
| B5. | „Best Of My Love”                                                                          | 4.35  |
|     | (Don Henley, Glenn Frey, J.D. Souther) śpiew – Don Henley album – On the Border            |       |
|     |                                                                                            | 43:08 |
|     |                                                                                            |       |

## Zespół
- Glenn Frey – śpiew, gitara prowadząca, fortepian
- Don Henley –  śpiew, perkusja
- Bernie Leadon – banjo, gitara prowadząca, mandolina, śpiew, elektryczna gitara hawajska
- Randy Meisner – gitara basowa, gitara, śpiew
- Don Felder –  gitara prowadząca, śpiew (w nagraniach: A3, A4, B1,B3)

## Personel produkcji
- Bill Szymczyk – producent (nagrania: A3, A4, B1, B3)
- Glyn Johns – producent (nagrania: A1, A2, A5, B2, B4, B5)
- Irv Azoff – kierownictwo artystyczne
- Boyd Elder – kierownictwo artystyczne, design
- Glen Christensen – kierownictwo artystyczne, design
- Tom Kelly Jr.  – fotografia okładki
- El Bwyd de Valentine M.F.S. – typografia, grafika okładki
- Henry Diltz – typografia

## Najwyższe notowania na listach albumów
| Lista 1976                      | Pozycja |
| ------------------------------- | ------- |
| Lista amerykańska Billboard 200 | 1       |
| Lista brytyjska UK Albums Chart | 2       |
| Lista kanadyjska                | 1       |
| Lista norweska                  | 8       |
| Lista nowozelandzka             | 2       |
| Lista szwedzka                  | 31      |

## Certyfikaty
| Kraj                  | Certyfikacja         | Sprzedaż   |
| --------------------- | -------------------- | ---------- |
| Australia (ARIA)      | 8 x platynowa płyta  | 560 000    |
| Hongkong (IFPI-HK)    | 1 x platynowa płyta  | 15 000     |
| Kanada (Music Canada) | 2 x diamentowa płyta | 2 000 000  |
| USA (RIAA)            | 29 x platynowa płyta | 29 000 000 |
| Wielka Brytania (BMI) | 1 x platynowa płyta  | 300 000    |